# Мачада (Гунибский район)
Мачада — село в Гунибском районе Дагестана. Входит в состав сельского поселения Сельсовет Тлогобский.

## География
Расположено в 14 км к северо-западу от районного центра с. Гуниб, на р. Кунада.

## Население
| 1926 | 1939 | 1970 | 1989 | 2002 | 2010 | 2021 |
| ---- | ---- | ---- | ---- | ---- | ---- | ---- |
| 9    | ↗77  | ↘14  | ↘3   | ↘0   | ↗10  | ↗15  |